# Harry, un amico vero
Harry, un amico vero (Harry, un ami qui vous veut du bien) è un film del 2000 diretto da Dominik Moll.
È stato presentato in concorso al 53º Festival di Cannes.

## Trama
Michel, sua moglie Claire e le loro tre bambine si avviano a passare un breve periodo nella casa sul lago che provvedono saltuariamente a ristrutturare. Durante una sosta ad una pompa di benzina, Michel viene fermato da Harry, suo vecchio compagno di scuola, da sempre un suo grande ammiratore, in virtù del passato di scrittore dilettantistico di Michel. Non vedendosi dai tempi del liceo, Harry con la sua fidanzata Prune decide di trascorrere insieme al suo ex compagno la vacanza e prende una stanza in un albergo poco lontano dalla casa sul lago. Durante il soggiorno, Harry non fa altro che tessere le lodi umanistiche di Michel e prova in tutti i modi a convincerlo a riprendere a scrivere; lentamente Harry si insinua nella sua vita, divenendo una presenza ingombrante e fastidiosa, sia per lui che per la moglie Claire. Ma Harry, generoso fino all'eccesso con l'amico, si rivela essere uno squilibrato, disposto a tutto pur di renderlo felice, anche a ricorrere all'omicidio.

## Critica
- Pur scontando l'inverosimiglianza dello spunto, è furbo più che intelligente, artificioso più che paradossale. Inquietante Lopez. Commento del dizionario Morandini che assegna al film due stelle e mezzo su cinque di giudizio.[2]
- Una graffiante commedia nera, che regge bene per tre quarti della sua durata grazie alla straordinaria ambiguità di Sergi Lopez. (...) Il finale vira troppo sul sanguinolento. Commento del dizionario Farinotti che assegna al film tre stelle su cinque di giudizio[3]

## Riconoscimenti
- Nove candidature ai Premi César 2001. Ha vinto in quattro categorie:
  - Miglior regista
  - Miglior attore a Sergi López
  - Miglior montaggio
  - Miglior sonoro
- European Film Awards 2000
  - Miglior attore (Sergi López)